# Thermocyclops maheensis
Thermocyclops maheensis – gatunek widłonoga z rodziny Cyclopidae. Nazwa naukowa tego gatunku skorupiaków została opublikowana w 1941 roku przez szwedzkiego zoologa Knuta Lindberga.